# Диалогическое «Я»

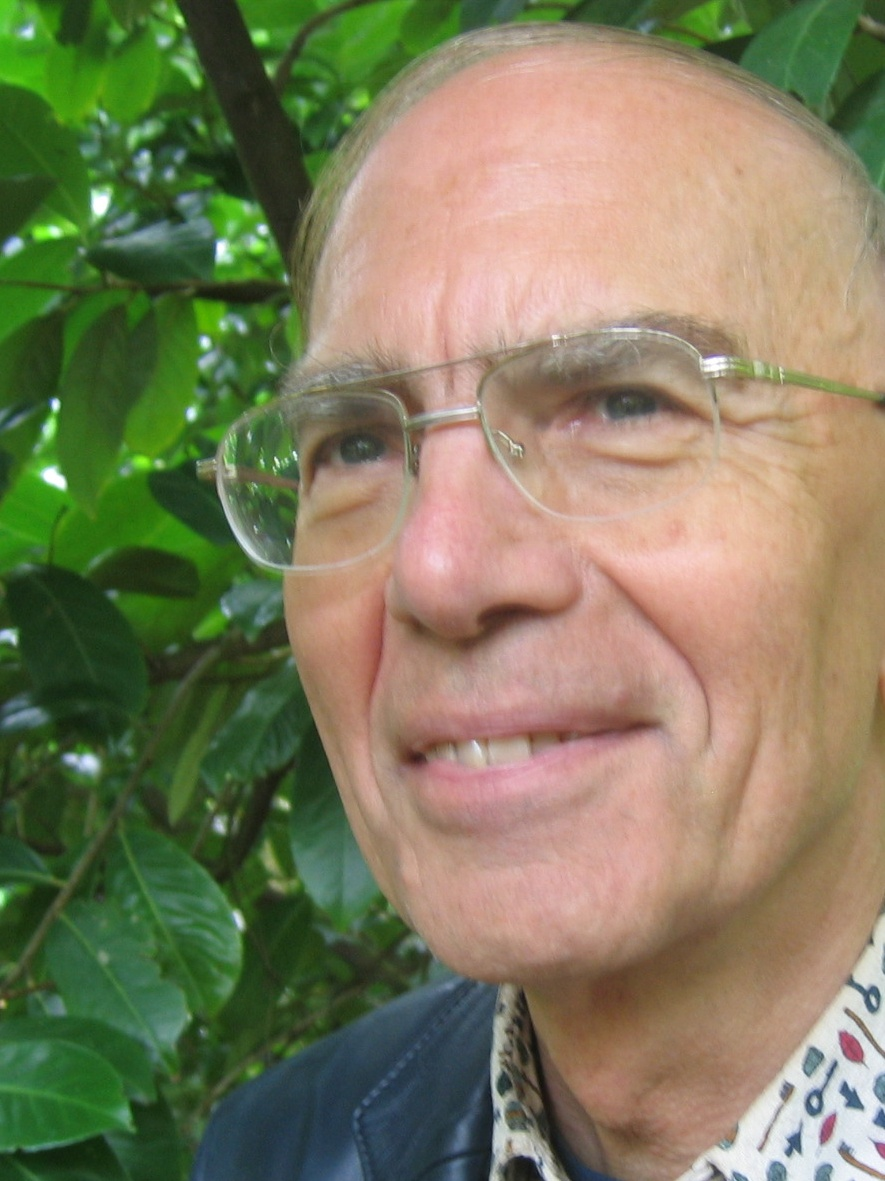
Губерт Херманс

Диалогическое «Я» — концепция диалогической структуры «Я» Губертa Хермансa. Эта структура имеет социальное и культурное происхождение, она формируется в диалоге со значимыми другими. Опираясь на концепцию полифонического сознания Михаила Бахтина, Херманс и его последователи выделяют в структуре «Я» множество относительно самостоятельных «Я-позиций» («голосов»), которые ранее представляли собой участников некоторых социальных отношений. Каждая из этих позиций выражает различные части личностного сознания, порождая соответствующие им воспоминания или истории (нарративы).
На становление концепции диалогического «Я» имели влияние:
- взгляды на природу и содержание самости У. Джеймса
- социально-конструктивистские воззрения на самость
- идея полифонического (многоголосового) романа М. Бахтина[3]

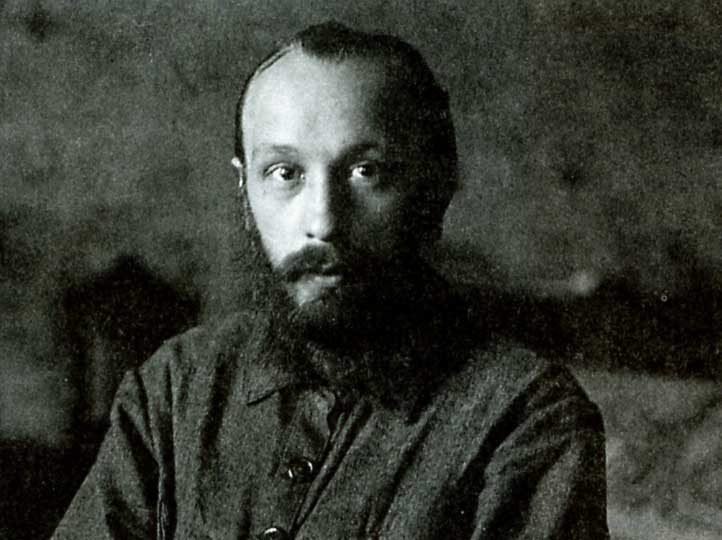
Михаил Михайлович Бахтин (1920)

С концепцией диалогического «Я» связаны теория валюации и метод самоконфронтации.
Kаждые два года в крупнейших научных центрах Европы и мира происходят конференции по «диалогическому я» — первая конференция состоялась в г. Неймеген (Нидерланды) в 2000-м году, седьмая прошла в Университетe Джорджии в Атенс-Кларк (США) в 2012-м.